# オリコンアルバムランキング
オリコンアルバムランキングは、日本の音楽産業において標準的とされているアルバムのヒットチャートで、オリコンによって、デイリー・週間・月間・年間のチャートが発表されている。もともとオリコンは、LP盤、カセットテープ、8トラック・カートリッジ、コンパクトディスク (CD) のチャートをそれぞれ作成していたが、1987年10月5日からオリコンアルバムランキングを開始した。オリコンアルバムランキングは、モノとしてのアルバムの売上枚数に基づいていた。
デジタル・ダウンロードの売上に基づくデジタルアルバムランキングは、2016年11月14日付（集計期間：10月31日 - 11月6日）から始まった。2018年12月24日、オリコンは、アルバム相当単位に基づいた総合アルバム・チャートとして、「オリコン週間合算アルバムランキング」を導入し、モノとしてのアルバムの売上に加え、デジタル販売やストリーミングをも算入してランキングを作成するようになった。
このランキングの各種チャートは、雑誌『oricon style』やオリコンの公式ウェブサイトで、毎週火曜日に発表されている。オリコンは、毎週月曜日に、各種の販売データを集計しているが、一部の流通経路を通した売上はチャートに反映されていない。例えば、ポップ・グループであるNEWSのデビュー・シングル「NEWSニッポン」は、セブン-イレブンの店舗だけで独占販売されたが、オリコンが集計するデータはこの販路をカバーしておらず、このシングルの売上はオリコンのチャートに反映されなかった。したがって、レコード売上についてのオリコンのランキングは、完璧に正確というわけではない。

## 歴代アルバム売上枚数ランキング
| 順位 | 年   | アルバム                | アーティスト       | 売上枚数  |
| ---- | ---- | ----------------------- | ------------------ | --------- |
| 1    | 1999 | First Love              | 宇多田ヒカル       | 7,650,215 |
| 2    | 1998 | B'z The Best "Pleasure" | B'z                | 5,135,922 |
| 3    | 1997 | REVIEW-BEST OF GLAY     | GLAY               | 4,875,980 |
| 4    | 2001 | Distance                | 宇多田ヒカル       | 4,469,135 |
| 5    | 1998 | B'z The Best "Treasure" | B'z                | 4,438,742 |
| 6    | 2001 | A BEST                  | 浜崎あゆみ         | 4,301,353 |
| 7    | 1996 | globe                   | globe              | 4,136,460 |
| 8    | 2002 | DEEP RIVER              | 宇多田ヒカル       | 3,604,588 |
| 9    | 2000 | delicious way           | 倉木麻衣           | 3,530,000 |
| 10   | 1998 | Time to Destination     | Every Little Thing | 3,520,330 |